# Doug Aitken
Doug Aitken, (Redondo Beach, Califòrnia, 1968) és un artista estatunidenc. Va estudiar a Marymount College, a Palos Verdes (Califòrnia). La seva obra ha sigut exhibida en els museus més importants. Fou un dels artistes convidats a l'entorn de la fira d'Art contemporani Arco 2010, que tenia com a ciutat convidada a Los Angeles.
Aitken intenta reflexionar sobre el temps, la repetició, la rutina i el paisatge, intentant donar un relat genèric sobre el segle xxi.
L'obra d'Aitken abraça des de la fotografia, l'escultura i les intervencions arquitectòniques fins a pel·lícules, so, videoart, instal·lacions i espectacles en viu.

## Obres rellevants
- 2007- Beautiful and damned
- 2007- Sleepwalkers
- 2004- The moment, exposada el 2010 a Madrid
- 2004- skyliner
- 2002- you exist/you think
- 2002- interiors
- 2002- new skin
- 2002- on
- 2001- thaw
- 2001- new machines/new ocean floor
- 2001- new ocean cycle
- 2001- 1 second expansion
- 2001- windows
- 2001- hysteria (breaths)
- 2000- blow debris
- 2000- i am in you
- 1999- electric earth[2]
- 1999- into the sun
- 1998- eraser
- 1998- these restless minds
- 1998- me amour
- 1998- hysteria
- 1997- diamond sea
- 1997- cathouse
- 1997- moving
- 1996- bad animal
- 1996- rise
- 1996- anchorage
- 1995- monsoon
- 1994- fury eyes
- 1994- autumn
- 1994- dawn
- 1993- superstar (development 3)
- 1993- i'd die for you
- 1992- inflection

## Premis i reconeixements
- 1999- Premi de la 48a Biennal de Venècia